# Mansabdar
Le Mansabdar (hindi : मनसबदार, bengali : মনসবদার) était une unité militaire au sein du système administratif de l'Empire moghol introduit par Akbar. 
Le mot mansab est d'origine arabe et signifie rang ou position. Le système sert à déterminer le rang et le statut d'un fonctionnaire du gouvernement et des généraux militaires. Chaque officier civil et militaire a reçu un Mansab, qui a déterminé leurs salaires et indemnités. Le terme manasabadar signifie une personne ayant un Mansab. 
Dans le système mansabdari fondé par Akbar, les mansabdars étaient des commandants militaires, de hauts officiers civils et militaires et des gouverneurs de province. Ces mansabdars dont le rang était de mille ou moins étaient appelés Amir, tandis que ceux de plus de 1 000 s'appelaient Amir-al Kabir (Grand Amir). De grands émirs dont les rangs étaient supérieurs à 5 000 ont également reçu le titre d’Amir-al Umara (émir des émirs). 
C'était un système par lequel les nobles se voyaient octroyer le droit de détenir un jagir, ou une cession de revenus (pas la terre elle-même), pour les services rendus par eux, avec le contrôle direct de ces nobles entre les mains du roi. Abu'l Faz'l a mentionné 66 grades de mansabdars, mais dans la pratique, il n'y avait pas plus de 33 mansabdars. Au début du règne d'Akbar, la note la plus basse était de dix et la plus élevée de 5 000 (plus tard portée à 7 000). Des Mansabs supérieurs ont été donnés aux princes et aux dirigeants Rajput qui ont accepté la suzeraineté de l'empereur.

## Histoire
Le système était commun à la fois au service militaire et au service civil et serait originaire de Mongolie. Il était également répandu sous le règne de Babur et Humayun. Akbar a apporté des modifications importantes au système et l'a rendu plus efficace. 

### Zat et Sawar
Au cours des dernières années de son règne, Akbar a introduit les rangs de zat et de sawar dans le système. Différentes opinions ont été exprimées concernant ces termes. Selon Blochmann, chaque mansabdar devait maintenir autant de soldats que son grade de zat l'indiquait, tandis que le grade de sawar indiquait le nombre de cavaliers parmi eux. Irvin a exprimé l'avis que zat indiquait le nombre réel de cavalerie sous un mansabdar en plus des autres soldats tandis que le sawar était un honneur supplémentaire. 
Selon R.P. Tripathi, le grade de sawar a été attribué aux mansabdars pour fixer leurs indemnités supplémentaires. Un mansabdar était payé deux roupies par cheval. Par conséquent, si un mansabdar recevait le grade de 500 sawar, il recevait mille roupies d'allocation supplémentaire. Abdul Aziz est d'accord pour dire que si le grade de zat fixe le nombre d'autres soldats sous un mansabdar, le grade de sawar fixe le nombre de ses cavaliers. 
AL Srivastava a émis l'opinion que si le grade de zat indiquait le nombre total de soldats sous un mansabdar, le grade de sawar indiquait le nombre de cavaliers sous lui. Pendant le règne d'Akbar, les mansabdars ont été invités à garder autant de cavaliers que le nombre de leurs rangs de sawar l'indiquait. Mais, la pratique n'a pas été maintenue par d'autres empereurs moghols. 
a) Nombre de Sawar = le nombre de Zat. → Mansabdar de 1re classe
b) Nombre de Sawar > 1/2 du nombre de Zat → Mansabdar de 2e classe
c) Nombre  de Sawar < 1/2 du nombre de Zat → Mansabdar de 3e classe
Les Mansabdars étaient classés en fonction du nombre de cavaliers armés, ou sawars, que chacun devait maintenir en service dans l'armée impériale. Ainsi, tous les Mansabdars avaient un classement zat, ou personnel, et un sawar, ou un classement de troupes. Tous les serviteurs de l'empire, qu'ils soient civils ou militaires, étaient classés dans ce système. 
Il y avait trente-trois grades de mansabdars allant de « commandants de 10 » à « commandants de 10 000 ». Jusqu'au milieu du règne d'Akbar, le grade le plus élevé qu'un officier ordinaire pouvait détenir était celui d'un commandant de 5 000 hommes. Les grades les plus élevés entre les commandants de 7 000 et 10 000 étaient réservés aux princes royaux. Au cours de la période qui a suivi le règne d'Akbar, les notes ont été augmentées jusqu'à 20 000 et 20 à 25 roupies par cheval ont été versées à un mansabdar. 
De plus, il n'y avait pas de distinction entre les départements civil et militaire. Des officiers civils et militaires détenaient des Mansabs et étaient susceptibles d'être transférés d'une branche de l'administration à une autre. Chaque mansabdar devait maintenir le nombre prescrit de chevaux, d'éléphants et d'équipement, selon son rang et sa dignité. Ces règles, bien qu'initialement strictement appliquées, ont ensuite été assouplies. Pendant le règne d'Aurangzeb, le nombre de mansabdars était d'environ 700 ou plus. 

## Caractéristiques principales du système Mansabdari
- Le roi lui-même nomme les mansabdars. Il pourrait améliorer le Mansab, l'abaisser ou le retirer.
- Un mansabdar pourrait être appelé à effectuer tout service civil ou militaire.
- Il y avait 33 catégories de mansabdars. Le mansabdar le plus bas commandait 10 soldats et le plus élevé 10 000 soldats. Seuls les princes de la famille royale et les dirigeants Rajput les plus importants ont reçu un Mansab de 10 000.
- Un mansabdar recevait son salaire en espèces.
- Le salaire dû aux soldats a été ajouté au salaire personnel du mansabdar. Parfois, pour payer des salaires aux soldats, un jagir lui a été donné. Mais les revenus ont été réalisés par les officiers et les ajustements nécessaires ont été effectués.
- Le système Mansabdari n'était pas héréditaire.
- En plus de subvenir à ses dépenses personnelles, le mansabdar devait maintenir sur son salaire un quota stipulé de chevaux, d'éléphants, de chameaux, de mules et de charrettes. Un mansabdar de 5 000 hommes devait entretenir 340 chevaux, 100 éléphants, 400 chameaux, 100 mules et 160 charrettes.
- De beaux salaires ont été payés à un mansabdar. Un mansabdar avec un rang de 5 000 a un salaire de 30 000 roupies par mois, l'un des 3 000 pourrait obtenir 17 000 roupies, tandis qu'un mansabdar de 1 000 a 8 200 roupies.
- Les chevaux ont été classés en six catégories et les éléphants en cinq.
- Pour dix hommes de cavalerie, le mansabdar devait entretenir vingt chevaux pour les chevaux qui devaient se reposer pendant une marche car des remplacements étaient nécessaires en temps de guerre.
- Un enregistrement de la description (huliya) de chaque cavalier sous un mansabdar et le marquage (dag) des chevaux ont été conservés pour éviter la corruption.
- Les troupes levées par l'empereur, mais non payées directement par l'État et placées sous la responsabilité de Mansabadars étaient connues sous le nom de Dakhili.

## Changements introduits par Jahangir et Shah Jahan
- Différence dans le Mansab le plus élevé : Après Akbar, des Mansabs plus élevés ont été introduits. Pendant les règnes de Jahangir et Shah Jahan, le Mansab d'un prince a été élevé à 40 000 et 60 000 respectivement contre 12 000 sous le règne d'Akbar.
- Réduction du nombre de soldats : Shah Jahan a réduit le nombre de soldats gardés par un mansabdar. Désormais, chaque mansabdar devait conserver un tiers du nombre d'origines. Parfois, il était même réduit à un quart ou à un cinquième.
- Différence dans les catégories de mansabdars: À l'époque de Jahangir et Shah Jahan, le nombre de catégories de mansabdars était réduit à 11 contre 33 mentionnés par Abul Fazl dans son livre Akbarnama.
- Relaxation dans le contrôle : Avec la mort d'Akbar, le contrôle exercé sur les Mansabdars est devenu un peu relâché.